# Konrad Klaus
Konrad Klaus (* 1956) ist ein deutscher Indologe.

## Leben
Konrad Klaus studierte Indologie, Tibetologie, Ur- und Frühgeschichte und Semitistik an den Universitäten in Göttingen und Marburg. 1985 wurde er in Marburg mit einer Arbeit über die kosmologischen Vorstellungen im spätvedischen Indien promoviert. Danach arbeitete er als Wissenschaftlicher Mitarbeiter und Assistent an der Universität Bochum. 1992 habilitierte er sich mit einer Arbeit über Töpferei und Tongeschirr im vedischen Indien. 1999 bis 2001 vertrat er die Professuren in Marburg, Bonn und Bochum.
Seit 2001 ist er – als Nachfolger von Claus Vogel – ordentlicher Professor für Indologie an der Rheinischen Friedrich-Wilhelms-Universität Bonn. Zu seinen Forschungsschwerpunkten gehören die Erforschung der materiellen Kultur in vedischer Zeit, die Brahmanas, die Geschichte der altindischen Literatur (im Besonderen der Kāvya-Literatur), buddhistische Meditationstechniken und buddhistische Texte in tibetischer Übersetzung.
Seit 2014 ist er ordentliches Mitglied der Nordrhein-Westfälischen Akademie der Wissenschaften und der Künste.

## Schriften (Auswahl)
- Das Maitrakanyakavadana (Divyavadana 38). Sanskrittext und deutsche Übersetzung. Bonn 1983. = Indica et Tibetica 2.
- (Zusammen mit Michael Hahn:) Das Mrgajataka (Haribhattajatakamala XI). Studie, Texte, Glossar. Bonn 1983. = Indica et Tibetica 3.
- Die altindische Kosmologie. Nach den Brahmanas dargestellt. Bonn 1986 (2. Aufl. Marburg 2004). = Indica et Tibetica 9.
- Die Wasserfahrzeuge im vedischen Indien. Stuttgart 1990. = Abhandlungen der Geistes- und Sozialwissenschaftlichen Klasse, Akademie der Wissenschaften und der Literatur, Mainz; Jg. 1989, Nr. 13.